# ليزا ليم
ليزا ليم (بالإنجليزية: Liza Lim)‏ هي ملحنة أسترالية، ولدت في 30 أغسطس 1966 في برث في أستراليا.

## وصلات خارجية
- الموقع الرسمي
- ليزا ليم على موقع ميوزك برينز (الإنجليزية)
- ليزا ليم على موقع أول ميوزيك (الإنجليزية)
- ليزا ليم على موقع ديسكوغز (الإنجليزية)